# تاکاشی موچیزوکی
تاکاشی موچیزوکی (ژاپنی: 望月 隆司؛ زادهٔ ۱۹ آوریل ۱۹۷۸) یک بازیکن فوتبال اهل ژاپن است.
از باشگاه‌هایی که در آن بازی کرده‌است می‌توان به باشگاه فوتبال توکیو وردی اشاره کرد.